# Trasa Gąsienicowa
Trasa Gąsienicowa – narciarska trasa zjazdowa z Kasprowego Wierchu w Tatrach, w górnym odcinku (do wysokości schroniska „Murowaniec”) o czarnym stopniu skali trudności, w dolnej części, do Kuźnic w Zakopanem – czerwona.
Przestronna i szeroka trasa (oznaczona na mapach numerem 1) prowadzi ze szczytu Kasprowego Wierchu (1987 m n.p.m.) w kierunku północno-wschodnim przez Kocioł Kasprowy i Dolinę Gąsienicową do Hali Gąsienicowej i później przez Przełęcz między Kopami do Kuźnic na wysokości ok. 1000 m n.p.m.
Długość trasy to ok. 8,5 km, a przewyższenie 936 m, co daje średnie nachylenie 11%, jednak w części „czarnej” trasa ma 1400 m i średnie nachylenie 30%.
W Kotle Gąsienicowym działa nowoczesny 4-osobowy wyciąg krzesełkowy Gąsienicowy o długości 1156 m, przewyższeniu 352 m (stacja dolna na wysokości 1601 m n.p.m., stacja górna na wysokości 1953 m n.p.m.), przepustowości 2400 osób na godzinę i czasie jazdy 8 minut. Na szczyt Kasprowego można dostać się również bezpośrednio z Kuźnic – koleją linową Kasprowy Wierch. Operatorem wyciągu i kolejki jest spółka Polskie Koleje Linowe SA.
Ze względu na to, że trasa znajduje się w obrębie Tatrzańskiego Parku Narodowego, nie zawsze jest ratrakowana, nie jest dośnieżana ani oświetlona. Jest to jedną z przyczyn, że przez narciarzy jest rzadko wykorzystywana.
Trasa jest jedną z kilkunastu czarnych tras zjazdowych w Polsce. Od 2000 roku posiadała 3 homologacje FIS ważne do października 2010 roku. Od września 2014 roku trasa ma 2 homologacje FIS (straciła homologację na supergigant):
- 10131/09/11 na slalom gigant dla obu płci ze startem na wysokości 1987 m n.p.m. i metą na wysokości 1712 m n.p.m., ważną do 1 listopada 2025 roku
- 10132/09/11 na slalom dla obu płci ze startem na wysokości 1987 m n.p.m. i metą na wysokości 1807 m n.p.m., ważną do 1 listopada 2025 roku[5].